# Children of Jubal
Children of Jubal, die zich later kortweg Children noemden, was een Friese melodische/experimentele rockband aan het eind van de jaren 1960 en de jaren 1970. De groep, die 't meest in Friese en Groningse jongerencentra speelde, was met name bekend vanwege hun psychedelische muziek en de voor die tijd stereo-geluidseffecten bij haar optredens. De groep is rond 1967 ontstaan in de Friese Wouden (Surhuisterveen en omstreken).
Zoals zoveel plaatselijke bandjes begon het met de Children op een zolderkamer met geen enkel muziekinstrument. Geert van der Velde, Harry Moltmaker en Anne Weening vormen in de begintijd de bezetting van deze band, die toen noch als First Edition door het leven ging. Toen bleek dat er al een band met die naam bestond werd in 1969 de naam veranderd in "Children of Jubal". Anne Weening verdween van het toneel en de eerste "vaste" bezetting" van de band vormde zich: Geert van der Velde (slagwerk en zang), Harry Moltmaker (basgitaar) en Teake Beukema (orgel). Verder was Siete Pultrum als technische man aangetrokken en zijn technisch vernuft zou het voor de Children zo typische geluid opleveren. Pultrum, die zelf ook wel ideeën over muziek had, was wat ouder dan de bandleden en wierp zich al snel op als de leider van het gezelschap. Je zou dit de "Soft Machine"periode kunnen noemen.
In 1971 kwam Erie Dam bij de groep als drummer. Geert kon zo de zang los van de drumkit verzorgen en wat meer theater op het podium maken. Een jaar later moest Teake Beukema de band verlaten vanwege studie. Yntze Heida werd de nieuwe gitarist/toetsenist. In deze bezetting zou de band het meeste succes hebben. De nummers werden langer en experimenteler. "First Trip of brother Bell", "Garden of Delight"en "Blue Horizon" waren vaste onderdelen van hun concerten. Dit was de tijd van vloeistofprojekties en jointjes roken tijdens concerten.  Er werden bij Universe Productions van Wobbe van Seijen twee nummers op een split-LP gezet en een optreden in het voorprogramma van de Engelse band "Caravan" zou het grootste optreden van de Children of Jubal worden.
In 1974 zette de band Siete Pultrum aan de kant en van die tijd af noemden ze zich kortweg "Children". Ze gingen meer de kant op van de rechttoe-rechtaan-rock. Tegen 1979, toen de groep opgedoekt werd, verschenen ze nog regelmatig in het clubcircuit van Friesland en Groningen.
Op 5 mei 1999 vond in Vreewijk in Drachten een reünie-optreden plaats. In dat jaar verscheen ook het nummer "Blue Horizon"  op een verzamel-CD met de naam "Waterpipes and Dikes". Op alternative radiozenders rond de wereld verschijnt dat nummer nog zo af en toe op de speellijst.